# Scutellaria violacea
Scutellaria violacea là một loài thực vật có hoa trong họ Hoa môi. Loài này được B.Heyne ex Benth. miêu tả khoa học đầu tiên năm 1830.